# Miomantis nairobiensis
Miomantis nairobiensis är en bönsyrseart som beskrevs av Bolivar 1922. Miomantis nairobiensis ingår i släktet Miomantis och familjen Mantidae. Inga underarter finns listade i Catalogue of Life.